# Калькуттская группа

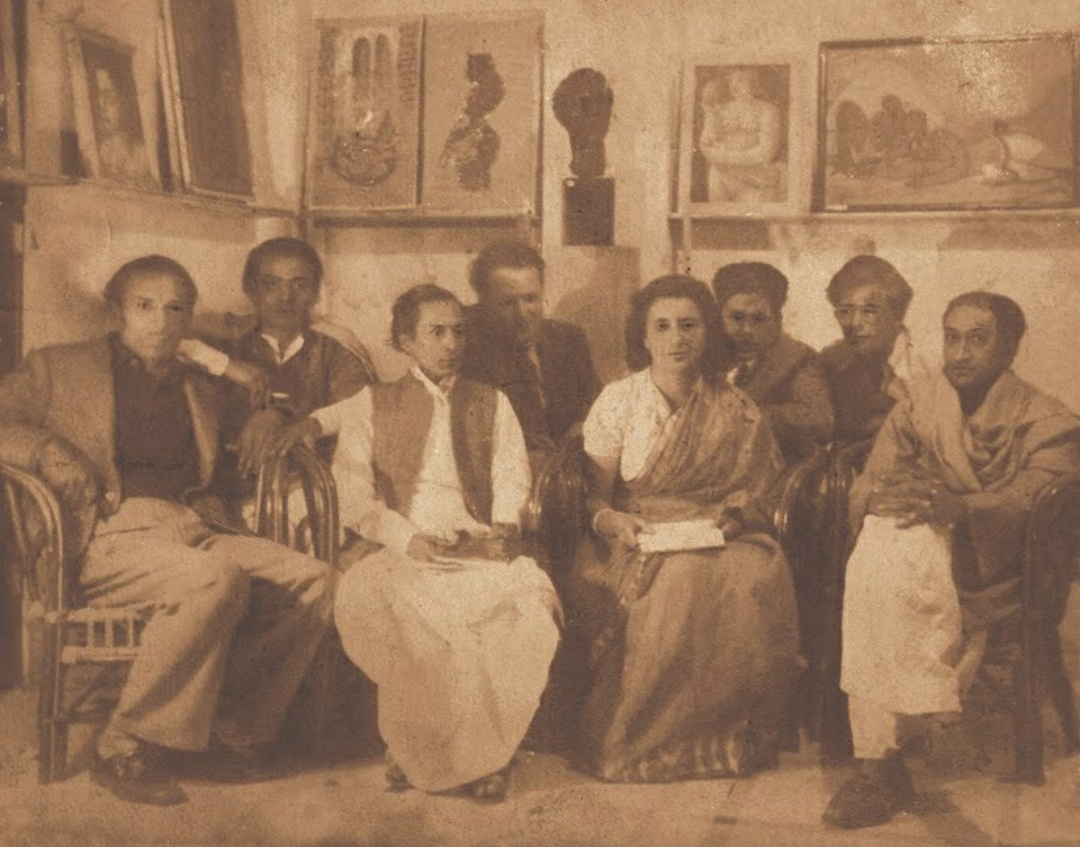
Калькуттская группа

Калькуттская группа — первое объединение художников-модернистов в Индии, образованное в 1943 году в Калькутте. Среди членов объединения были скульптор Прадош Дасгупта, художники Паритош Сен, Гопал Гхош, Нирод Мазумдар и Зейнул Абедин. Группа организовывала выставки с 1945 года.
Художники группы акцентировали внимание на важности разработки художественного языка, который, несмотря на корни в индийских традициях, не был бы ограничен ими, а завязывал активный диалог с мировыми художественными течениями. С содержательной точки зрения для творчества калькуттских художников стал характерен интерес к насущным социальным вопросам.